# Nauticaris
Nauticaris is een geslacht van kreeftachtigen uit de klasse van de Malacostraca (hogere kreeftachtigen).

## Soorten
- Nauticaris brucei Stebbing, 1914
- Nauticaris magellanica (A.Milne-Edwards, 1891)
- Nauticaris marionis Spence Bate, 1888